# Leland Merrill
Leland Merrill   (Danville, 4 d'octubre de 1920 - Princeton, 28 de juliol de 2009) va ser un lluitador estatunidenc, especialista en lluita lliure, que va competir durant la dècada de 1940.
Va prendre part a la Segona Guerra Mundial, participant en el desembarcament aliat a Utah Beach. El 1948 va prendre part en els Jocs Olímpics d'Estiu de Londres, on guanyà la medalla de bronze en la competició del pes wèlter del programa de lluita lliure. En el seu palmarès també destaquen un títol de l'AAU, el 1948. Anteriorment havia estat un destacat jugador de beisbol, arribant a rebutjar diverses propostes per convertir-se en professional.